# 小峰由衣
小峰 由衣（こみね ゆい、1984年9月29日 - ）は、日本のAV女優。POPSTARグループ所属。2011年より女優名を「SHU-MEI」に変更。

## 略歴
2004年にAVデビュー。お姉さん系の人気キカタン（企画単体）女優。

## 出演作品

### アダルトDVD

#### 小峰由衣 名義
2005年
- 現役看護師とお医者様ごっこゲーム（2月4日、SODクリエイト）
- 淫液禁止!崖っぷち電マファイト 負けたら即、強制アクメ痙攣電マ攻め（3月17日、SODクリエイト）
- Rush 薬物乱用中出し（4月8日、剛田プロ）
- HIGH SCHOOL FUCK（4月8日、アイデアポケット）
- 姉さんガマンできない 9（4月22日、シャイ企画）オムニバス作品
- 働く妻嬲り 1 小峰由衣 23歳 （5月13日、ブレイク）
- ひ・と・づ・まハーレム（5月15日、アレックス）
- 痴女ハウスへようこそ!（5月18日、隼エージェンシー）
- 我慢できない人妻たち 夫とのSEXじゃ物足りないの…。（5月18日、隼エージェンシー）
- ホテヘルを呼んでみたい あなたのために…（6月7日、桃太郎映像出版）
- S級 素人ギャル千人斬り!（6月24日、うまなみ。（ケイ・エム・プロデュース））
- 男子禁制!これが噂のレズ合コン（7月7日、ディープス）
- 忍者 Vol.38（7月8日、GIGA）
- 発情中出し痴女（7月8日、タカラ映像）
- YU＆I（7月9日、オーロラプロジェクト）
- 泥酔いレズ（7月25日、ホットエンターテイメント）
- 桃尻娘。 2（7月29日、うまなみ。（ケイ・エム・プロデュース））
- 淫乱痴女学園（8月1日、アイデアポケット）
- 新人スチュワーデス16人!フライト研修（8月18日、V&Rプロダクツ）
- 新人スチュワーデス16人!フライト研修の裏側全部見せます（8月18日、V&Rプロダクツ）
- 家庭教師は女子大生Special 10（8月19日、クリスタル映像）
- S級素人ギャル千人斬り! 4時間（9月23日、ケイ・エム・プロデュース）うまなみ。作品『S級素人ギャル千人斬り』のセルDVD化作品
- 僕が女子○○部の監督になった! 女子バレーボール部編（9月22日、V&Rプロダクツ）
- 覗きの裏口 下から愛して（レンタル）/真下から眺める恥骨の森（セル）（9月30日（レンタル）/2006年1月24日（セル）、マックス・エー）オムニバス作品
- 人気女優の過激裏ビデオ 『小峰由衣』ちゃんのNG無視連発ファック（10月6日、人気女優の過激裏ビデオ）
- 小峰由衣の表に出せないビデオのDVD（10月7日、表に出せないビデオ）
- やっぱ!中出しでしょ III 10人の中出し姫（10月13日、隼エージェンシー）
- 覆面剣士コンドルレディ 小峰由衣（10月14日、GIGA）
- 妹みたいにかわいい痴女に何度もイカされたい。（10月20日、桃太郎映像出版）
- なまハメ中出し注入～美乳秘書編（11月11日、エアサプライ）
- ヒロイン討伐 Vol.19（11月11日、GIGA）
- 挑発的ナース!（レンタル）/淫乱ナースステーション（セル）（11月19日（レンタル）/12月16日（セル）、LEO）オムニバス作品
- 監禁セレブ Vol.01（12月9日、映天）
- 淫校シンフォニー 真レズビアン学園（12月16日、ビッグモーカル）
- 帰ってきたスーパーヒロイン 12（12月23日、GIGA）
- べろんちょキス 男の欲望 女の味（12月27日、マックス・エー）

2006年
- ERO.DIVA　小峰由衣（1月20日、ジェイモデル）
- あっ!?時間が止まった! 完全版（1月20日、おかず。（ケイ・エム・プロデュース））
- 欲しがりナース逆レイプ（1月25日、ネクストイレブン）オムニバス作品
- my sweet honey　小峰由衣（1月27日、グラスワン）
- おしゃべりなアソコ（1月27日（レンタル）/5月27日（セル）、マックス・エー）オムニバス作品
- 痴女ヒルズ族（3月13日、MOODYZ）
- レズ☆メス SEXUAL LESBIAN（4月4日、エルズ倶楽部）
- DEEP INSIDE HOLE#14（4月7日、桃太郎映像出版）
- HARDCORE LESBIAN 小峰由衣&水城梓（4月18日、ドリームクリエイ）
- 憧れの巨乳女子社員 社内強制レイプ（4月20日、ヒビノ）
- うまなみプレゼンツ 17桃尻娘。4時間（4月21日、おかず。（ケイ・エム・プロデュース））うまなみ。作品『桃尻娘。2』のセルDVD化作品
- 百合フレンズ 3（5月17日、プールクラブ）
- 肉棒の虜になった女たち vol.3（5月22日、PUSSY CAT）
- ツルまん絶対領域 ～パイパンまんにく・エロティズム～　小峰由衣（6月19日、ドグマ／廃盤）
- 姫いじり3時間（6月25日、サイド・ビー）
- 甘い蜜の家 ～家庭内スワップ・歪んだ絆～（6月30日、HIDE SEEK）
- 家庭教師 誘惑個人授業（9月8日、ビッグモーカル）
- 顔面騎乗M的願望 2（9月22日、U&K）
- ジーンズ顔面騎乗（9月25日、ジャネス）オムニバス作品
- バイブの虜22（10月13日、プールクラブ）
- 脚フェチDE痴女 part.2（10月19日、スタイルアート）オムニバス作品
- いやしの集団若妻サークル II（10月25日、アレックス）
- 女子校生ノ同性愛（11月5日、ジャネス）
- レズ接吻 口舌吸奏楽 第5楽章 猥褻ベロ交尾（11月5日、アロマ企画）
- 極上お姉さんが制服着たまま筆おろし!!（11月22日、シャイ企画）オムニバス作品
- 猥褻なお姉さんのいいなりでねっとりと弄くられる興奮 （ビーワン）
- コスりつける女（11月25日、ジャネス）
- オフィスレディ 2 （12月8日、ビッグモーカル）
- Fetish Lesbian RIRICO&小峰由衣（12月19日、ドリームクリエイト）

2007年
- 女子アスリートに犯されたいな!!（1月20日、ホットエンターテイメント）
- 18禁声優シリーズ 本物現役声優の淫語+フェラチオ映像+超ギリモザイク=フェラ淫語（2月8日、ディープス）
- 新人看護婦の皆さ～ん!産婦人科医の私たちと実技研修しませんか。（2月22日、LADY×LADY）
- DANCE ero DANCE vol.7（3月17日、ラハイナ東海）
- DANCEビッチプロジェクト 【SIX-GIRLS】（4月28日、ラハイナ東海）
- MOODYZファン感謝祭 バコバコバスツアー2007（5月1日、MOODYZ）
- AneCom 01 YUI（5月11日、プレステージ）
- おげれつDANCE 1（6月16日、ラハイナ東海）
- バコバス2006&2007特別編（7月13日、MOODYZ）
- 巨乳精子バンク（8月20日、イマージュ）
- アナルローションレズビアン（9月1日、AVS）
- SOFT ON DEMAND ファン大感謝祭（9月6日、SODクリエイト）
- SOFT ON DEMAND ファン大感謝祭 巨乳キャバクラ嬢 セレブ人妻 超お色気SP（9月20日、SODクリエイト）
- 憧れの同級生の体をゲットした深町君のHなイタズラ（9月22日、グローリークエスト）
- 全身脱毛サロン♡性感刺激でキレイになる! （恥）パイパン美容療法（10月18日、LADY×LADY）
- 危ないダンス【女子校生編】 2（10月25日、ジャネス）
- アナル番長（11月22日、アイエナジー）
- おげ×2 尻フェチ!1（12月15日 ジャネス）
- ラブレズ 〔清原りょう&小峰由衣〕（12月19日 みるきぃぷりん♪）
- 女子校生集団痴女バスツアー 1（12月19日 スタイルアート）

2008年
- 接吻女子校生!1（1月19日 スタイルアート）
- 失禁遊戯 おもらし学園!1（1月25日 ジャネス）
- MICRO BIKINI OILY DANCE 3（2月1日、映天）
- トランス女子校生のダンスパフォーマンス 3（2月5日 未来・フューチャー）
- HIBIKI女王様のミストレスレズ奴隷 1（2月5日 ジャネス）
- 女子校生の合宿で自画撮りオナニー 1（2月15日 ジャネス）
- エロカッコイイ女のクィーン×クィーン×M女レイプ!! 1（2月19日 スタイルアート）
- W連続真正中出し（3月7日 みるきぃぷりん♪）共演:清原りょう
- AVメーカーHUNTERの超エッチな大乱交新年会を撮影したから作品にしちゃいました!（3月20日 Hunter）
- 憧れの同級生の体をゲットした深町君のHなイタズラ（3月28日、グローリークエスト）
- ボディコン・ダンス 1（4月25日、ジャネス）
- CLUB NAKED 3 【全裸ダンス】（4月25日、ジャネス）
- アナル『2穴』連続真正中出し!!（5月19日 みるきぃぷりん♪）
- OLの黒ソックス 2（6月5日 ジャパン）
- カラータイツ 2（6月5日 ジャパン）
- 逝キ地獄 5（6月28日、BabyEntertainment）
- 競泳水着顔騎オナニー（7月5日 ジャパン）
- 美少女の足裏 7（7月5日 ジャパン）
- 美人ニューハーフ専用集団痴女（8月19日、クロス）
- ギャルのニーソックス 5（9月5日、ジャパン）
- 手マン潮吹き絶頂淫語レズビアン（10月19日、クロス）
- どこでも羞恥レズ痴漢 3（10月20日、ピーターズ）
- Body Conscious vol.03（11月21日、映天）

発売年不明
- 「ミラクル女子プロレス Vol.2」

#### SHU-MEI 名義
2011年
- 残酷放尿地獄 ～全裸でM男に小便をかける変態GALここに集結！～（4月5日、フリーダム）
- フェティッシュレズビアンXXX（5月13日、 U＆K）
- 廃棄M犬飼育 セックス結合部舐め奉仕　SHU-MEI（5月20日、PURE GOLD（ヤプーズマーケット））
- ギャルのM男拘束連射地獄（8月5日、フリーダム）
- 緊縛汚辱レズ折檻 職場で先輩に虐められる牝豚OL（8月13日、U＆K）